# Vestit femení
El vestit femení és una peça de roba que cobreix el cos de les espatlles fins a les cames, on pren forma de faldilla. En altres indrets del domini lingüístic, sobretot al País Valencià, se sol anomenar bata. Contrasta amb el conjunt de jaqueta (o brusa) i faldilla separades. És un dels tipus d'indument més populars i d'ús més habitual entre dones de tota edat i condició. En català, el mot vestit designa també cert tipus d'indumentària masculina; emperò, i per calc de l'espanyol, en català col·loquial el més habitual és reservar el mot vestit per al vestit femení, mentre que el vestit masculí es designa amb adaptacions fonètico-morfològiques de l'espanyol traje, com ara trajo i tratge. El català vestit equival a l'anglès dress, a l'espanyol vestido, al francès robe, a l'italià abito, al portuguès vestido, etc., etc.

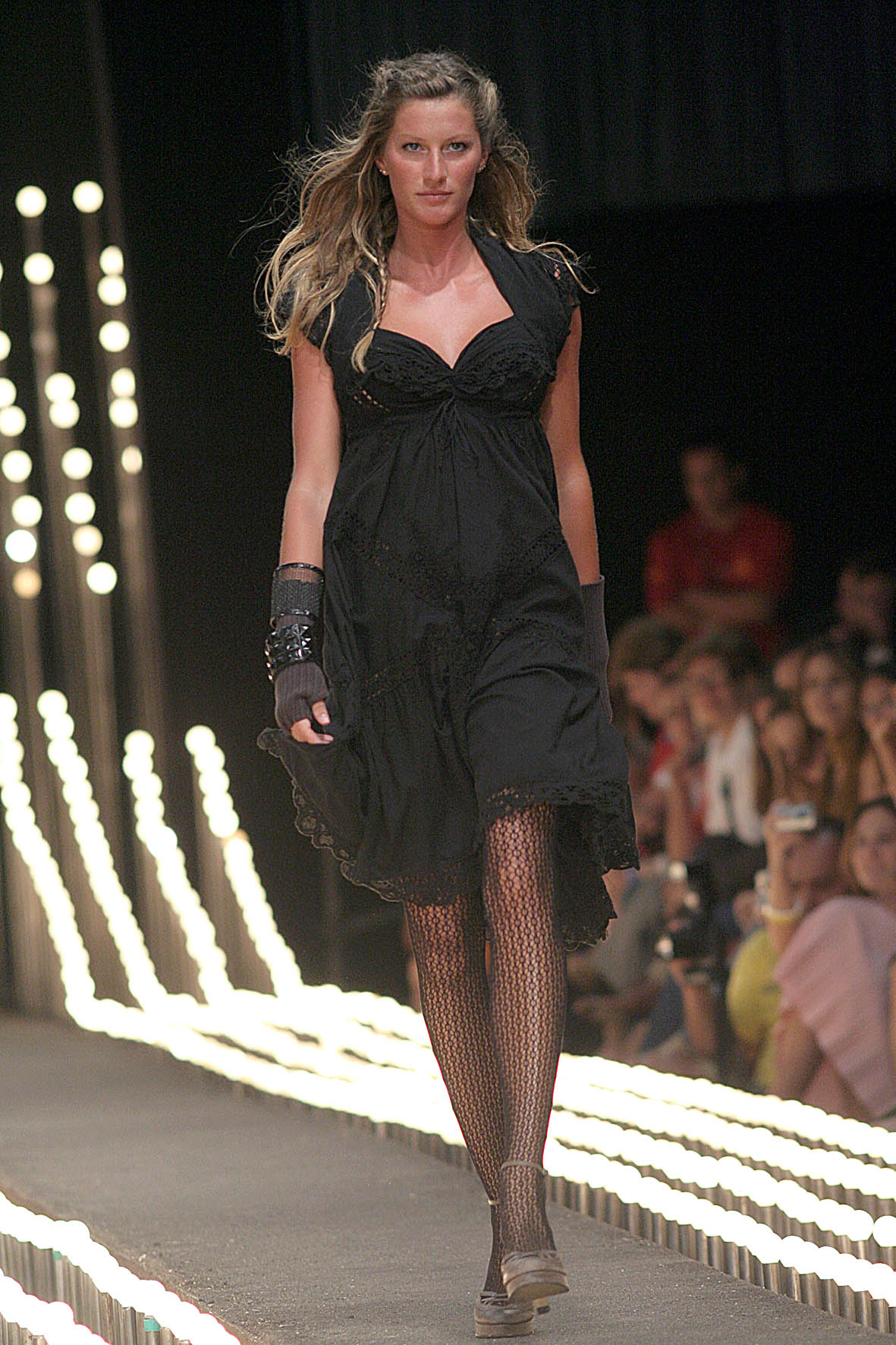
Dona amb vestit en una desfilada de moda

Des d'antic en moltes cultures tant homes com dones han usat i usen vestits en faldilla i peces anàlogues (la túnica, per exemple). En la cultura euròpida aquesta mena de peça de roba esdevé d'ús exclusivament femení a partir del Renaixement. Els grans trets del vestit femení contemporani s'estableixen en la dècada de 1920, quan la revolució vestimentària femenina supera els engavanyaments tradicionals i reïx a basar la roba en la comoditat i la practicitat, sense renunciar a l'elegància.
El vestit femení contemporani és un dels elements centrals de la indústria de la moda. Es fabrica en tota mena de teixits i amb gran diversitat de colors i estampats; així mateix, presenta una varietat enorme de dissenys. Pot ser ample o cenyit; amb caiguda de sac o amb cintura marcada més amunt o més avall; curt, mitjà o llarg; amb tipus diversos de coll o solapes i/o amb escot més o menys profund; amb mànigues o sense; amb tirants o bé deixant les espatlles nues; etc., etc.

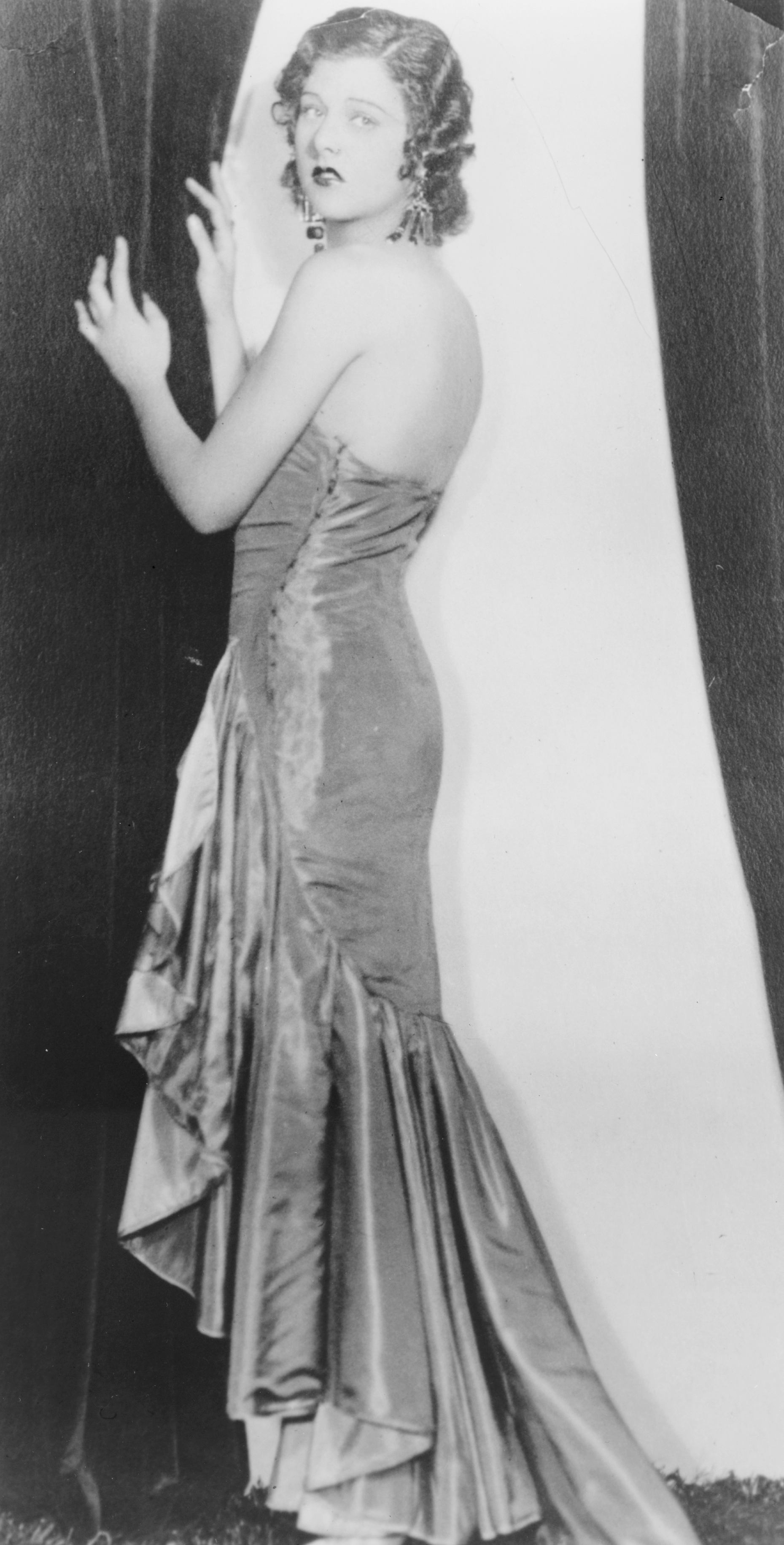
Vestit de nit dels anys trenta

Tot això a banda, hi ha prou establerta una tipologia de vestits femenins segons criteris d'estil, estació, funció, grau de formalitat, edat, etc., els quals cal saber combinar amb la mena apropiada de complements (sabates, joies o bijuteria, bossa, guants, etc.). Així hom parla, entre d'altres, de pitxi;, vestit abric, vestit baby-doll, vestit camiser, vestit clapejat, vestit d'estar per casa, vestit de carrer, vestit de còctel (o de festa), vestit de nit (o de ball), vestit de núvia, vestit de platja, vestit estampat, vestit polo, vestit pre-mamà, vestit princesa, o vestit de tirants.
L'anomenat vestidet negre és un clàssic per a ocasions semiformals.
En ocasions formals, com ara l'assistència a casaments, l'ús de vestit es considera de rigor per a les dones encara avui.
Per analogia s'anomena vestit jaqueta o vestit sastre un conjunt de dues peces, jaqueta i faldilla, dissenyades conjuntament i fetes en el mateix teixit i en la mateixa coloració. El vestit pantaló fa conjunt de jaqueta i pantaló, i es considera habitual en per les dones en el món dels negocis, en concurrència amb el vestit jaqueta.